# Jetafe (Bohol)
Pour les articles homonymes, voir Jetafe.
Jetafe est une municipalité située sur la côte nord de l'île de Bohol, dans l'archipel des Philippines. Selon le recensement de 2015, elle compte plus de 30 000 habitants. L'économie est basée essentiellement sur la pêche et l'agriculture.

## Quartiers
| - Alumar - Banacon - Buyog - Cabasakan - Campao Occidental - Campao Oriental - Cangmundo - Carlos P. Garcia - Corte Baud - Handumon - Jagoliao - Jandayan Norte | - Jandayan Sur - Mahanay (Mahanay Island) - Nasingin - Pandanon - Poblacion - Saguise - Salog - San Jose - Santo Niño - Taytay - Tugas - Tulang |

## Jumelages
- Getafe (Espagne) depuis 1990